# Astrobotánica

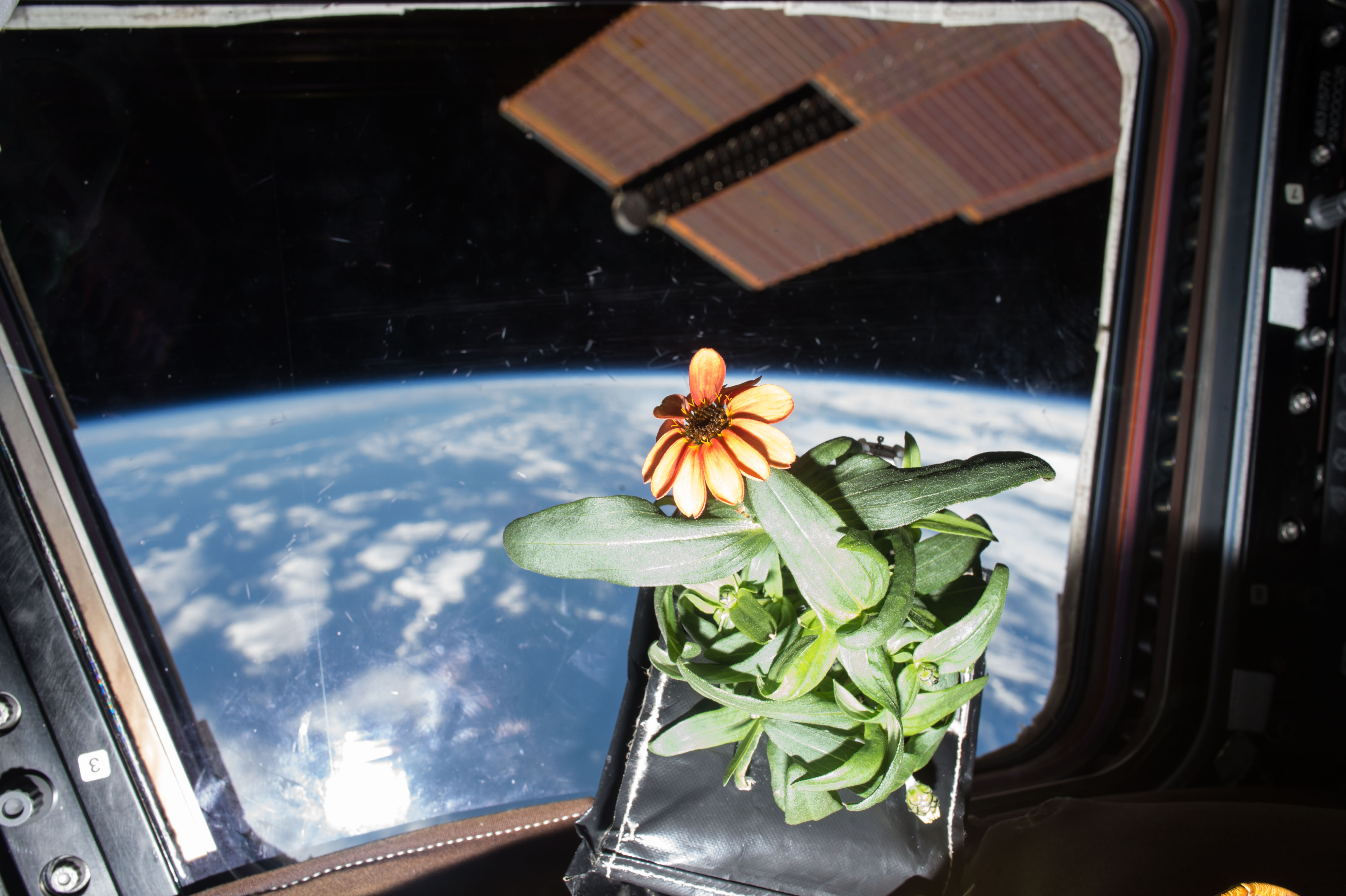
Flor de cinia en la ISS (Estación Espacial Internacional).

La astrobotánica es una rama de la astrobiología y la botánica, es una subdisciplina aplicada que estudia las plantas en entornos espaciales. 
Ha sido objeto de estudio que las plantas se puedan cultivar en el espacio exterior, típicamente en un ambiente ingrávido pero con presión atmosférica en jardines espaciales específicos. En el contexto de los vuelos espaciales tripulados, se pueden consumir como alimento y/o proporcionar una atmósfera refrescante. Las plantas pueden metabolizar el dióxido de carbono en el aire para producir oxígeno valioso y pueden ayudar a regular la humedad de la cabina. El cultivo de plantas en el espacio también puede proporcionar un beneficio psicológico a las tripulaciones de los vuelos espaciales. El primer obstáculo en el cultivo de plantas en el espacio es cómo hacer que crezcan sin gravedad. Esto debido a los efectos de la gravedad en el desarrollo de la raíz, también se suman otros como proporcionar tipos adecuados de iluminación, el suministro de nutrientes a la raíces, así como imitar los ciclos biogeoquímicos y las interacciones microbiológicas en sustratos basados en el suelo, pero aun así se ha demostrado que es posible la agricultura espacial en microgravedad.

## Vegetación extraterrestre

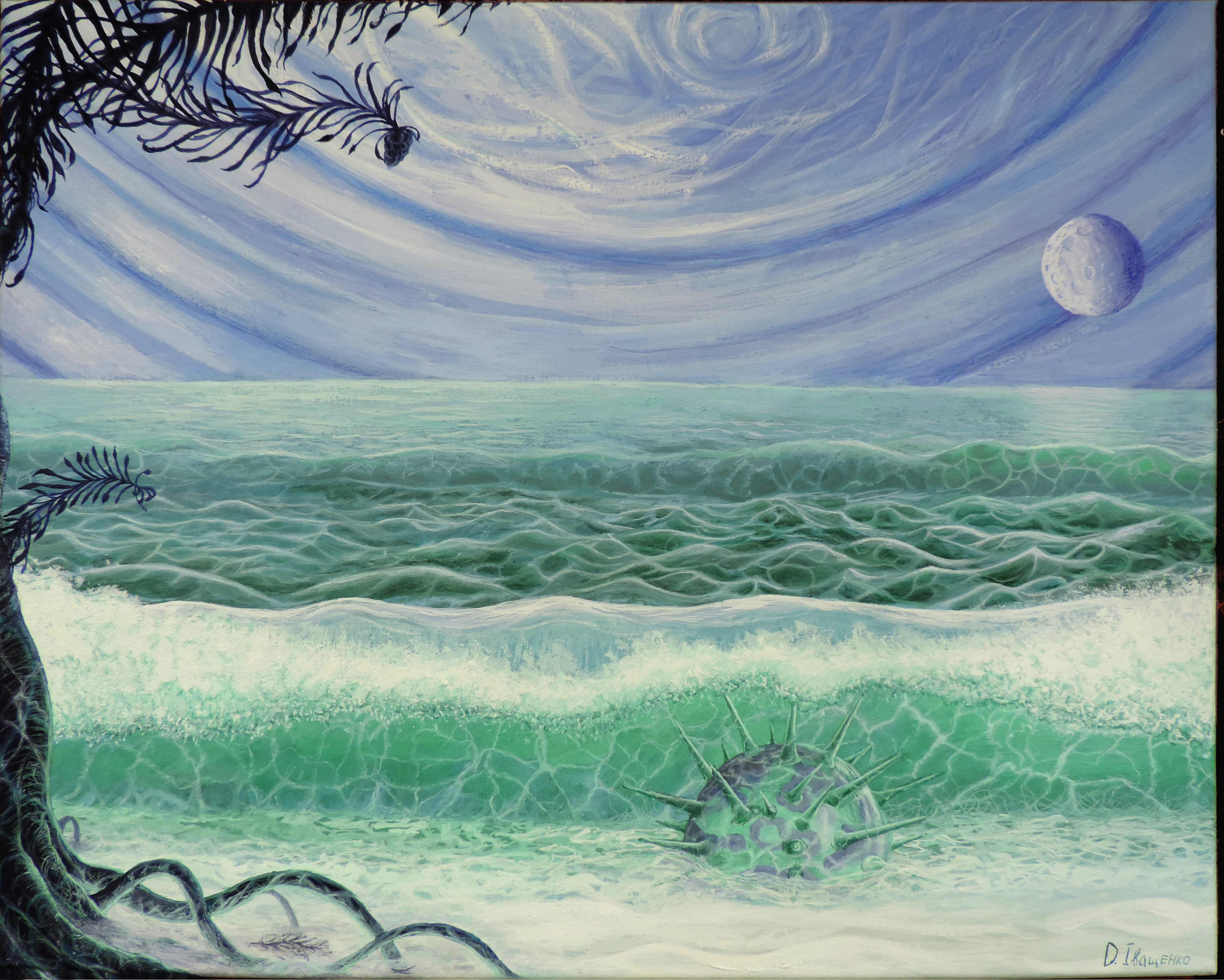
Recreación artística de plantas exóticas en una exoluna.

La búsqueda de vegetación en otros planetas comenzó con el astrónomo Gavriil Tíjov, quien intentó detectar vegetación extraterrestre mediante el análisis de las longitudes de onda de la luz reflejada de un planeta, o brillo planetario. Los pigmentos fotosintéticos, como las clorofilas en la Tierra, reflejan espectros de luz que se disparan en el rango de 700–750 nm. Este pico pronunciado se conoce como "borde rojo de la vegetación". Se pensó que observar este pico en una lectura de brillo planetario indicaría una superficie cubierta de vegetación verde. La búsqueda de vegetación extraterrestre ha sido superada por la búsqueda de vida microbiana en otros planetas, o modelos matemáticos para predecir la viabilidad de la vida en exoplanetas.

## Cultivo de plantas en el espacio
El estudio de la respuesta de la planta en entornos espaciales es otro tema de investigación astrobotánica. En el espacio, las plantas lidian con factores de estrés ambiental únicos que no se encuentran en la Tierra, como la microgravedad, la radiación ionizante y el estrés oxidativo. Los experimentos han demostrado que estos factores estresantes causan alteraciones genéticas en las vías de metabolismo de las plantas. Los cambios en la expresión genética han demostrado que las plantas responden a nivel molecular a un entorno espacial. La investigación astrobotánica se ha aplicado a los desafíos de crear sistemas de soporte vital tanto en el espacio como en otros planetas, principalmente Marte.

## Historia
El científico ruso Konstantín Tsiolkovski fue una de las primeras personas en discutir el uso de la vida fotosintética como recurso en los sistemas agrícolas espaciales. La especulación sobre el cultivo de plantas en el espacio ha existido desde principios del siglo XX. El término "astrobotánica" fue utilizado por primera vez en 1945 por el antes mencionado astrónomo ruso y pionero de la astrobiología Gavriil Adrianovich Tikhov. La investigación en el campo se ha llevado a cabo tanto con plantas terrestres en crecimiento en entornos espaciales como con la búsqueda de vida vegetal en otros planetas.

### Semillas

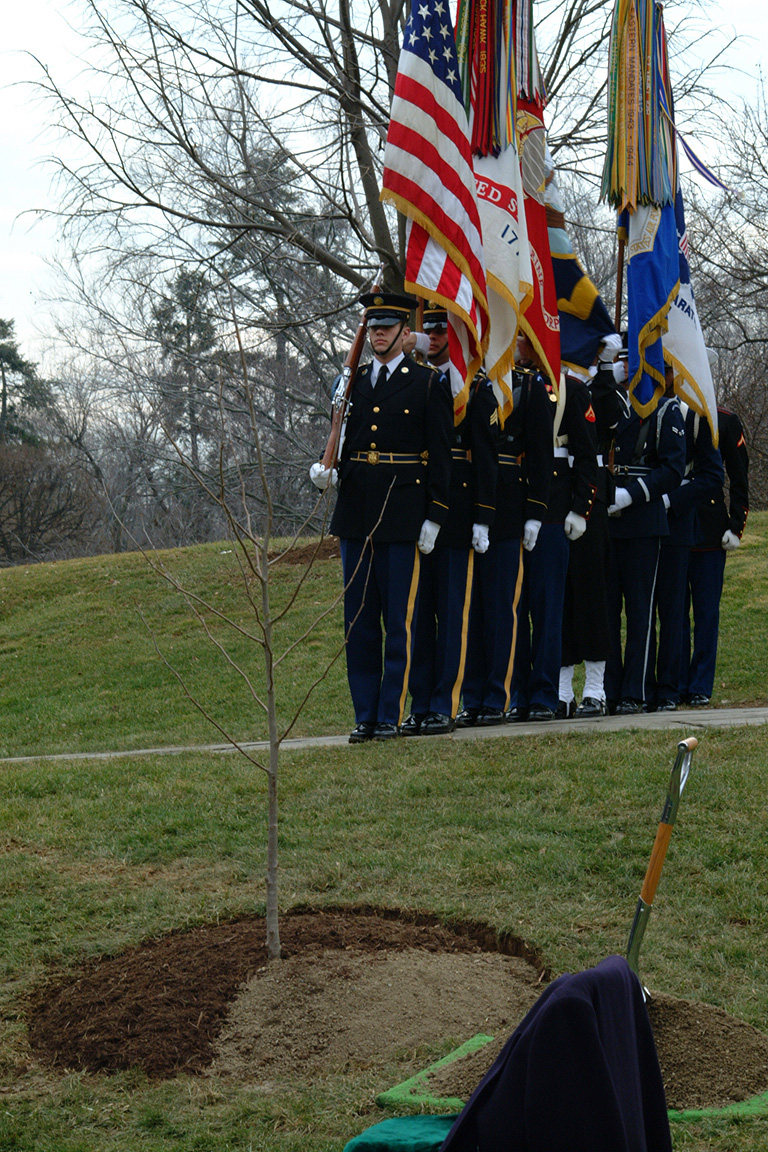
Árbol lunar plantado el 9 de febrero de 2005 en el cementerio Nacional de Arlington

Los primeros organismos en el espacio fueron "cepas de semillas especialmente desarrolladas" lanzadas a 134 km el 9 de julio de 1946 en un cohete V2 lanzado por los Estados Unidos, aunque no se logró recuperar estas muestras. Las primeras semillas recuperadas con éxito fueron de maíz, lanzadas el 30 de julio de 1946, que pronto fueron seguidas por otras de centeno y algodón. Estos primeros experimentos biológicos suborbitales fueron manejados por la Universidad de Harvard y el Laboratorio de Investigación Naval y se apuntaban a la exposición de tejido vivo a la radiación. En 1971, 500 semillas de árboles (principalmente de pino taeda, plátano de Virginia, liquidambar, secuoya de California y abeto de Douglas) orbitaron alrededor de la Luna en el Apolo 14. Estos árboles lunares fueron plantados y cultivados junto a controles en la Tierra, donde no se detectaron cambios.

### Plantas

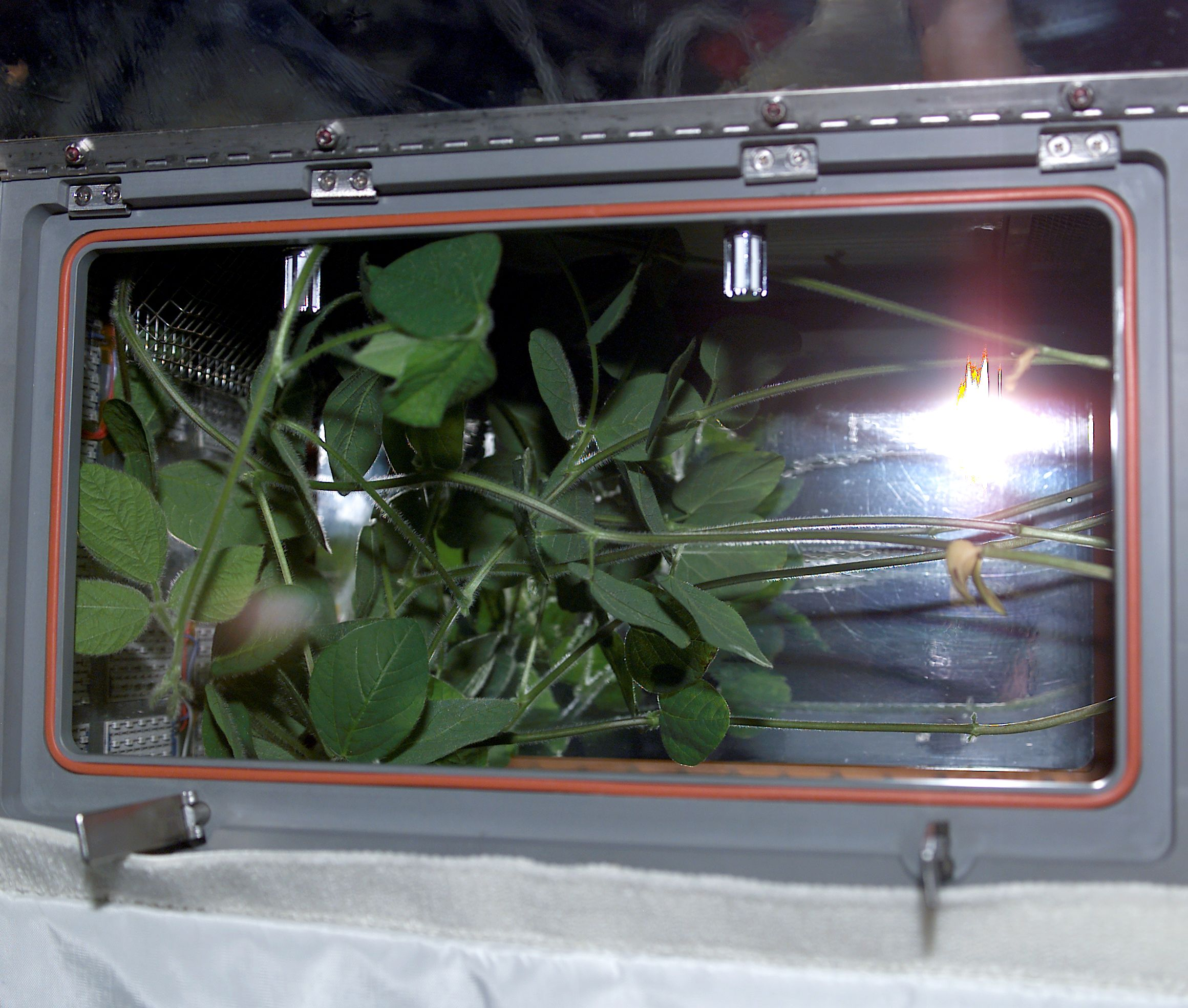
Planta de soja en la ISS

En 1982, la tripulación de la estación espacial soviética Salyut 7 realizó un experimento, preparado por científicos lituanos (Alfonsas Merkys y otros), y cultivó algo de berro de Thale utilizando un aparato experimental de micro invernadero Fiton-3, convirtiéndose así en las primeras plantas en florecer y producir semillas en el espacio. Un experimento de Skylab estudió los efectos de la gravedad y la luz en las plantas de arroz. El Invernadero Espacial SVET-2 logró con éxito el crecimiento de semillas, en 1997 a bordo de la estación espacial Mir. Bion 5 y Bion 7 transportaron zanahoria y maíz respectivamente. La investigación de plantas continuó en la Estación Espacial Internacional. El sistema de producción de biomasa fue utilizado por laExpedición 4 en la ISS. El sistema de Sistema de Producción de Vegetales (Veggie) se utilizó más tarde a bordo de la misma. Las plantas probadas en Veggie antes de ir al espacio incluían lechuga, acelgas, rábanos, col china y guisantes. La lechuga romana se cultivó en el espacio en la Expedición 40, que se cosechó al madurar, se congeló y se envió de vuelta a la Tierra. Los miembros de la Expedición 44 se convirtieron en los primeros astronautas estadounidenses en comer plantas cultivadas en el espacio el 10 de agosto de 2015, cuando cosecharon lechugas de hoja roja. Desde 2003, los cosmonautas rusos han estado comiendo la mitad de su cosecha, mientras que la otra mitad se dedica a nuevas investigaciones. En 2012, un girasol floreció a bordo de la ISS bajo el cuidado del astronauta de la NASA Donald Pettit. En enero de 2016, los astronautas estadounidenses anunciaron que una zinnia había florecido a bordo de la ISS. En 2018, el experimento Veggie-3 se probó con esterillas. Uno de los objetivos es cultivar alimentos para el consumo de la tripulación. Los cultivos probados en este momento incluyen repollo, lechuga y mizuna.

### Plantas para soporte vital en el espacio

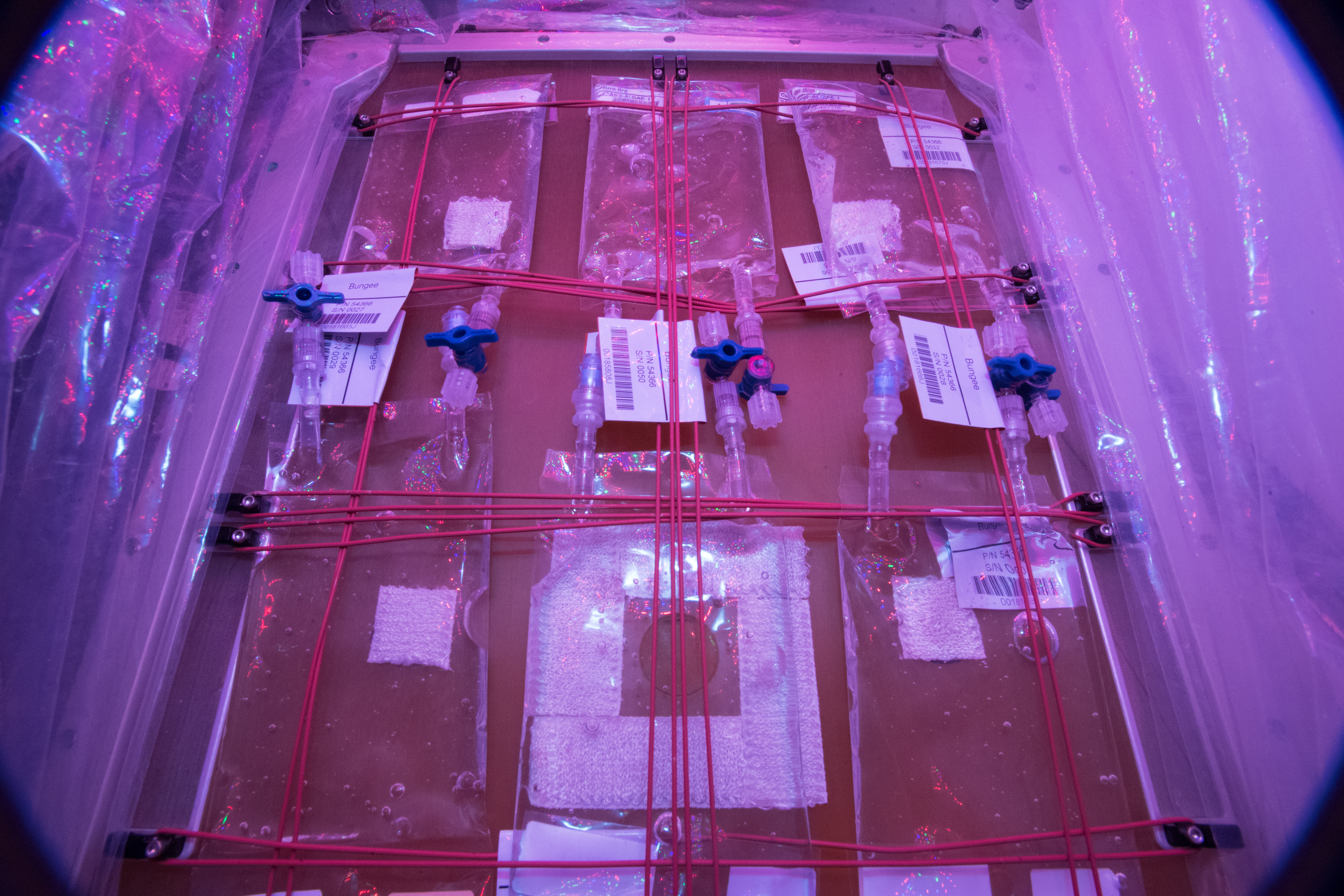
Muestras de algas en la ISS

Las algas fueron el primer candidato para los sistemas de soporte de vida humano-planta. La investigación inicial en las décadas de 1950 y 1960 usó especies de Chlorella, Anacystis, Synechocystis, Scenedesmus, Synechococcus y Spirulina para estudiar cómo los organismos fotosintéticos podrían usarse para el ciclo de O2 y CO2 en sistemas cerrados. Investigaciones posteriores a través del programa BIOS de Rusia y el programa CELSS de los Estados Unidos investigaron el uso de plantas superiores para cumplir los roles de reguladores atmosféricos, recicladores de residuos y alimentos para misiones sostenidas. Los cultivos más comúnmente estudiados incluyen cosechas de almidón como el trigo, la papa y el arroz; cultivos ricos en proteínas como la soja, el maní y el frijol común; y una gran cantidad de otros cultivos que mejoran la nutrición, como la lechuga, la fresa y la col rizada. Las pruebas de condiciones óptimas de crecimiento en sistemas cerrados han requerido investigación tanto en los parámetros ambientales necesarios para cultivos particulares (como los diferentes períodos de luz para los cultivos de día corto frente a los de día largo) y los cultivos que son los más adecuados para el crecimiento del sistema de soporte vital.

### Experimentos
- Satélites Bion

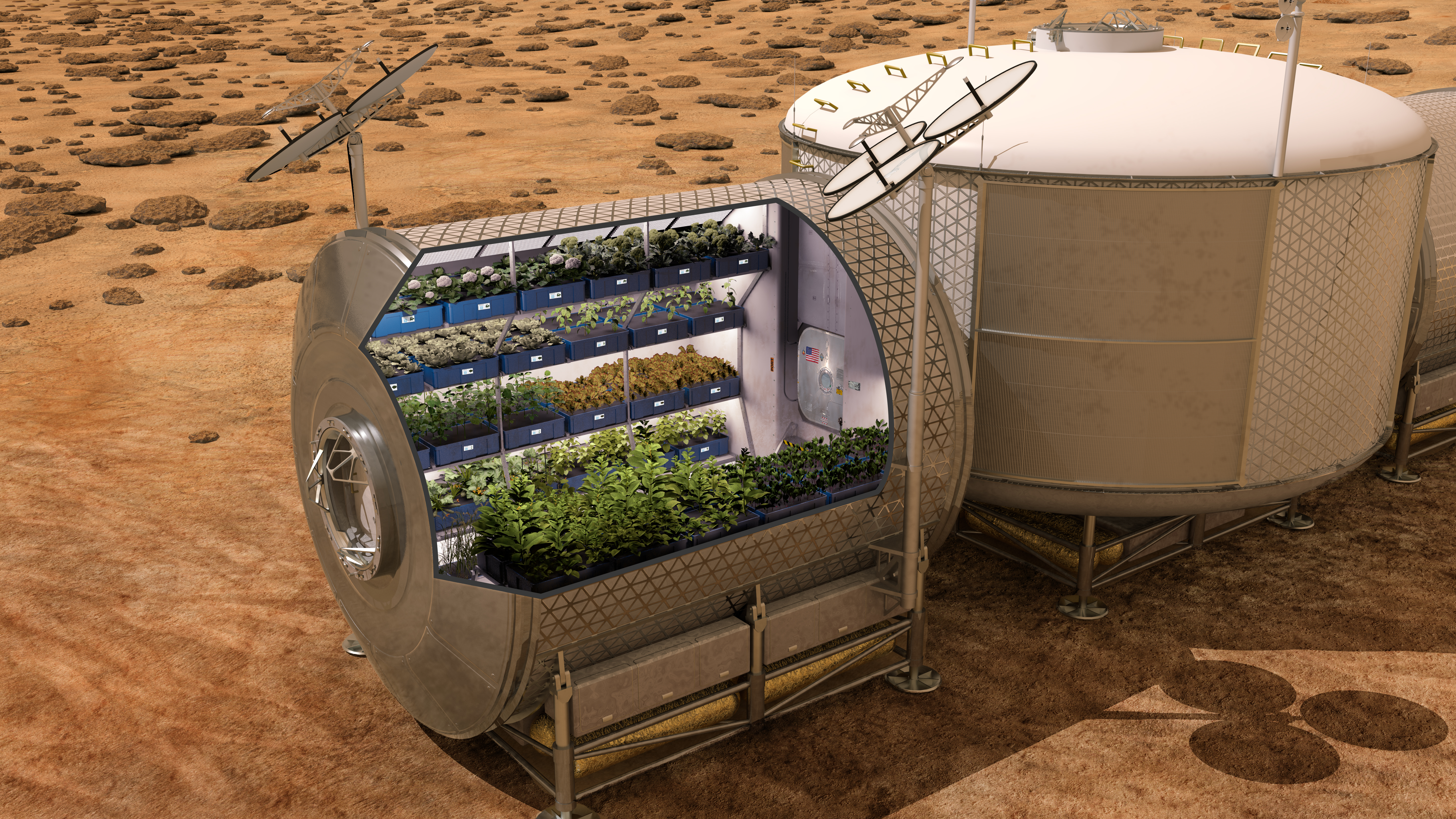
Ilustración de un invernadero en una base marciana.

- Sistema de producción de biomasa, a bordo de la ISS
- Sistema de Producción Vegetal (Veggie), a bordo de la ISS.
- SVET y SVET-2 , a bordo de la Mir.[28][29]
- ADVASCTAGES, a bordo de la ISS.[30]
- Crecimiento vegetal / Fototropismo vegetal, a bordo de Skylab[31]
- Unidad de crecimiento vegetal Oasis[32]
- Señalización de plantas (STS-135)[33]
- Experimento de crecimiento de plantas (STS-95)[34]
- NASA Clean Air Study
- ECOSTRESS, 2018[35][36]

### Resultados de experimentos
Varios experimentos se han centrado en cómo se compara el crecimiento y la distribución de las plantas en condiciones de microgravedad, espacio y condiciones de la Tierra. Esto les permite a los científicos explorar si ciertos patrones de crecimiento de las plantas son innatos o están impulsados por el medio ambiente. Por ejemplo, Allan H. Brown probó los movimientos de plántulas a bordo del transbordador espacial Columbia en 1983. Los movimientos de plántulas de girasol se registraron mientras estaban en órbita. Observaron que las plántulas todavía experimentaban crecimiento rotacional y circulación a pesar de la falta de gravedad, lo que demuestra que estos comportamientos están incorporados.
Otros experimentos han encontrado que las plantas tienen la capacidad de exhibir gravitropismo, incluso en condiciones de baja gravedad. Por ejemplo, el Sistema de Cultivo Modular Europeo de la ESA permite la experimentación con el crecimiento de las plantas; actuando como un invernadero en miniatura , los científicos a bordo de la Estación Espacial Internacional pueden investigar cómo reaccionan las plantas en condiciones de gravedad variable. El experimento Gravi-1 (2008) utilizó el EMCS para estudiar el crecimiento de las plántulas de lentejas y el movimiento de amiloplasto en las vías dependientes del calcio. Los resultados de este experimento descubrieron que las plantas podían detectar la dirección de la gravedad incluso a niveles muy bajos. Un experimento posterior con el EMCS colocó 768 plántulas de lentejas en una centrífuga para estimular varios cambios gravitacionales; Este experimento, Gravi-2 (2014), mostró que las plantas cambian la señalización del calcio hacia el crecimiento de las raíces mientras crecen en varios niveles de gravedad. Muchos experimentos tienen un enfoque más dirigido a observar los patrones generales de crecimiento de las plantas en lugar de un comportamiento de crecimiento específico. Uno de estos experimentos de la Agencia Espacial Canadiense, por ejemplo, descubrió que las plántulas de abeto blanco crecían de manera diferente en el ambiente espacial antigravedad en comparación con las plántulas en la Tierra; las plántulas espaciales exhibieron un mayor crecimiento de los brotes y agujas, y también tuvieron una distribución aleatoria de amiloplasto en comparación con el grupo de control en la Tierra.

## En la cultura popular
- En la película Silent Running, está implícito que en el futuro, toda la vida vegetal en la Tierra se ha extinto. Se han conservado la mayor cantidad posible de especímenes en una serie de enormes cúpulas geodésicas similares a un invernadero, unidas a una gran nave espacial llamada "Valley Forge", que forma parte de una flota de cargueros espaciales de American Airlines, más allá de la órbita de Saturno.
- En el libro Proteus Unbound de Charles Sheffield, se menciona el uso de algas en suspendidas en un tipo de "planeta gigante hueco" como biocombustible, creando un sistema cerrado de energía.[44]
- La película Avatar presenta a una exobióloga, la Dra. Grace Augustine (Sigourney Weaver), quien escribió el primer texto astrobotánico sobre la flora de la luna Pandora.[45]
- En el libro y la película The Martian se destaca la heroica supervivencia del botánico Mark Watney (Matt Damon), quien utiliza su experiencia en la horticultura para cultivar papas para alimentarse mientras está atrapado en Marte.[46]

## Galería

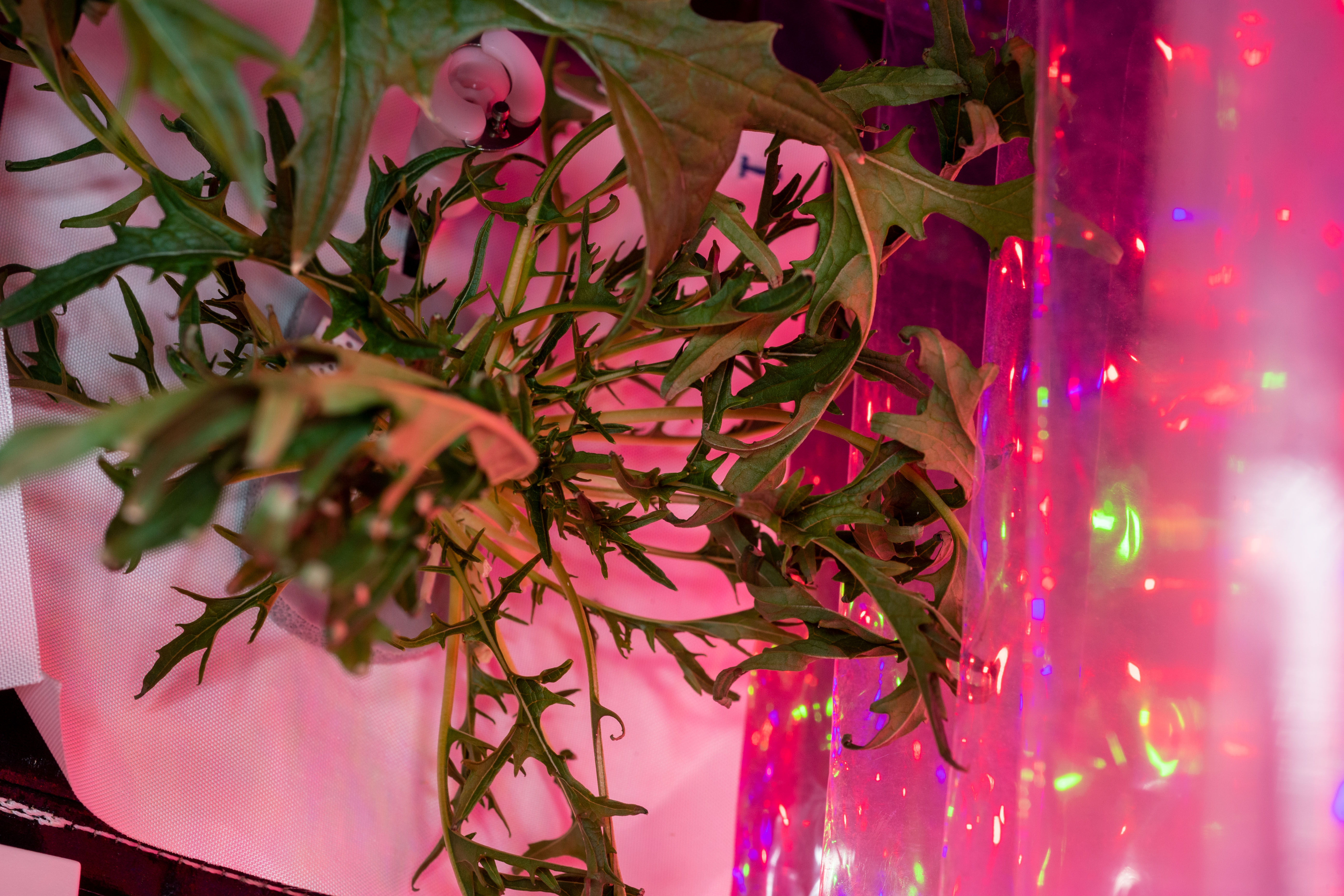
Cultivo de misuna.
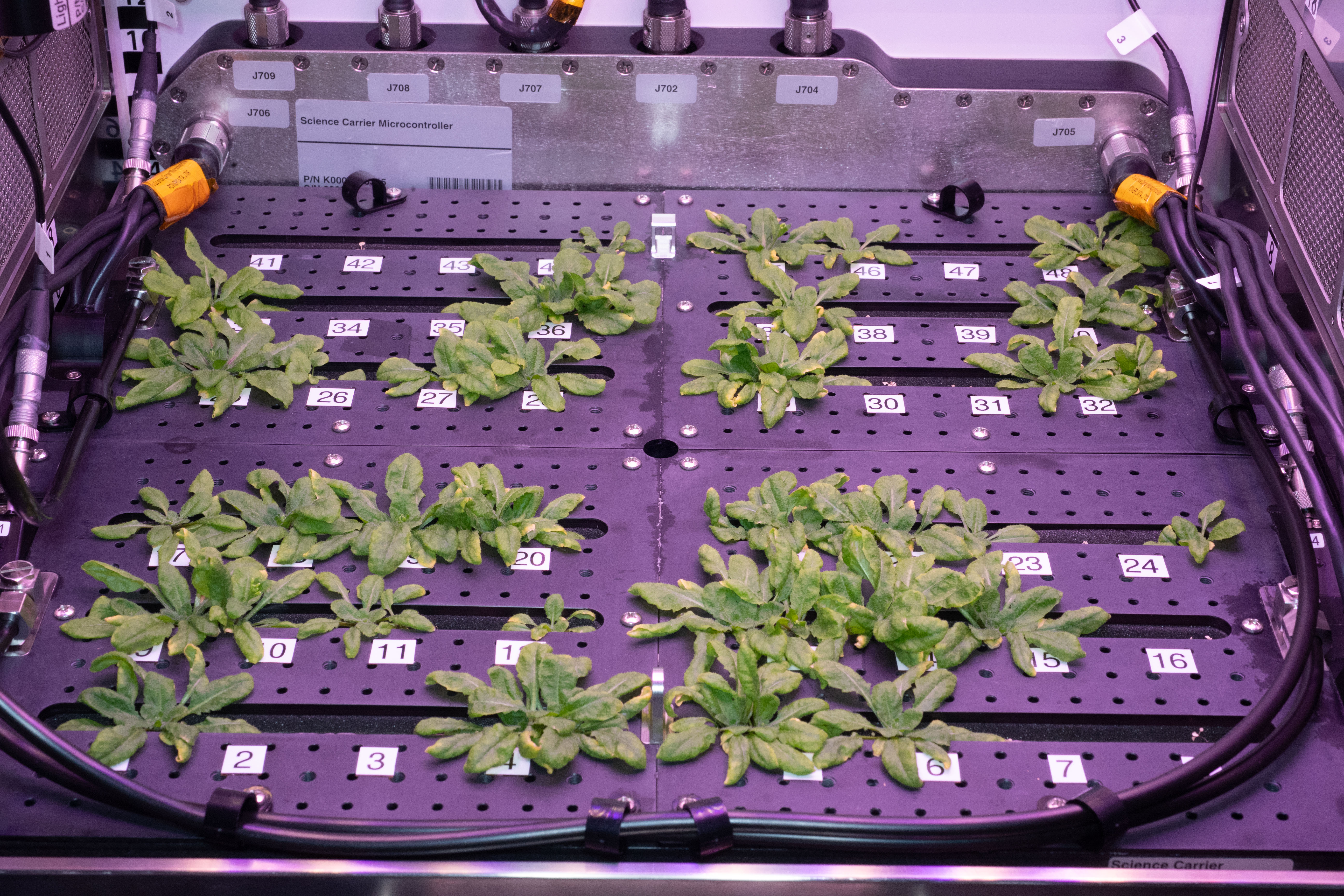
Cultivo de berro de Thale.
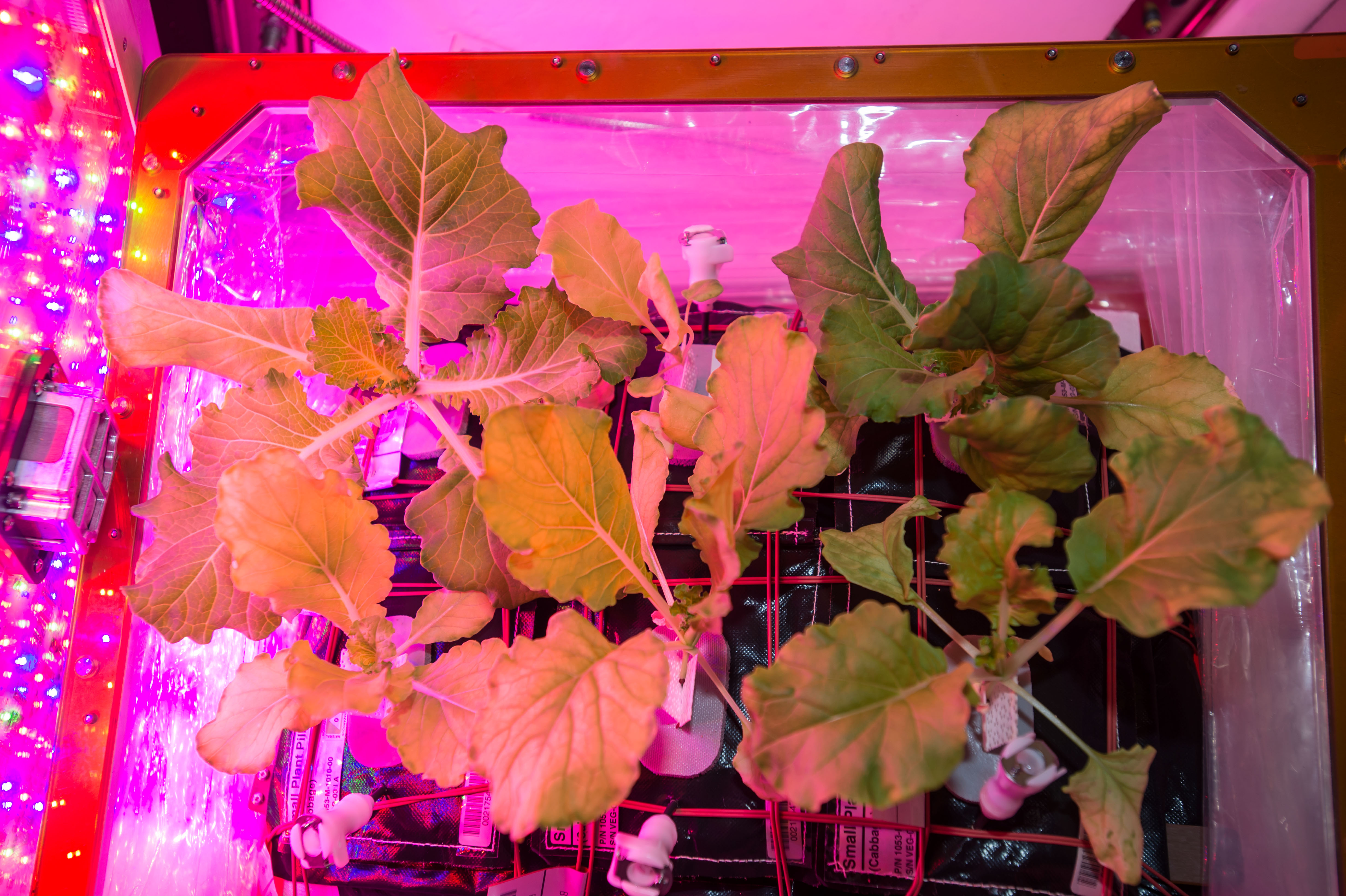
Cultivo de lechuga.
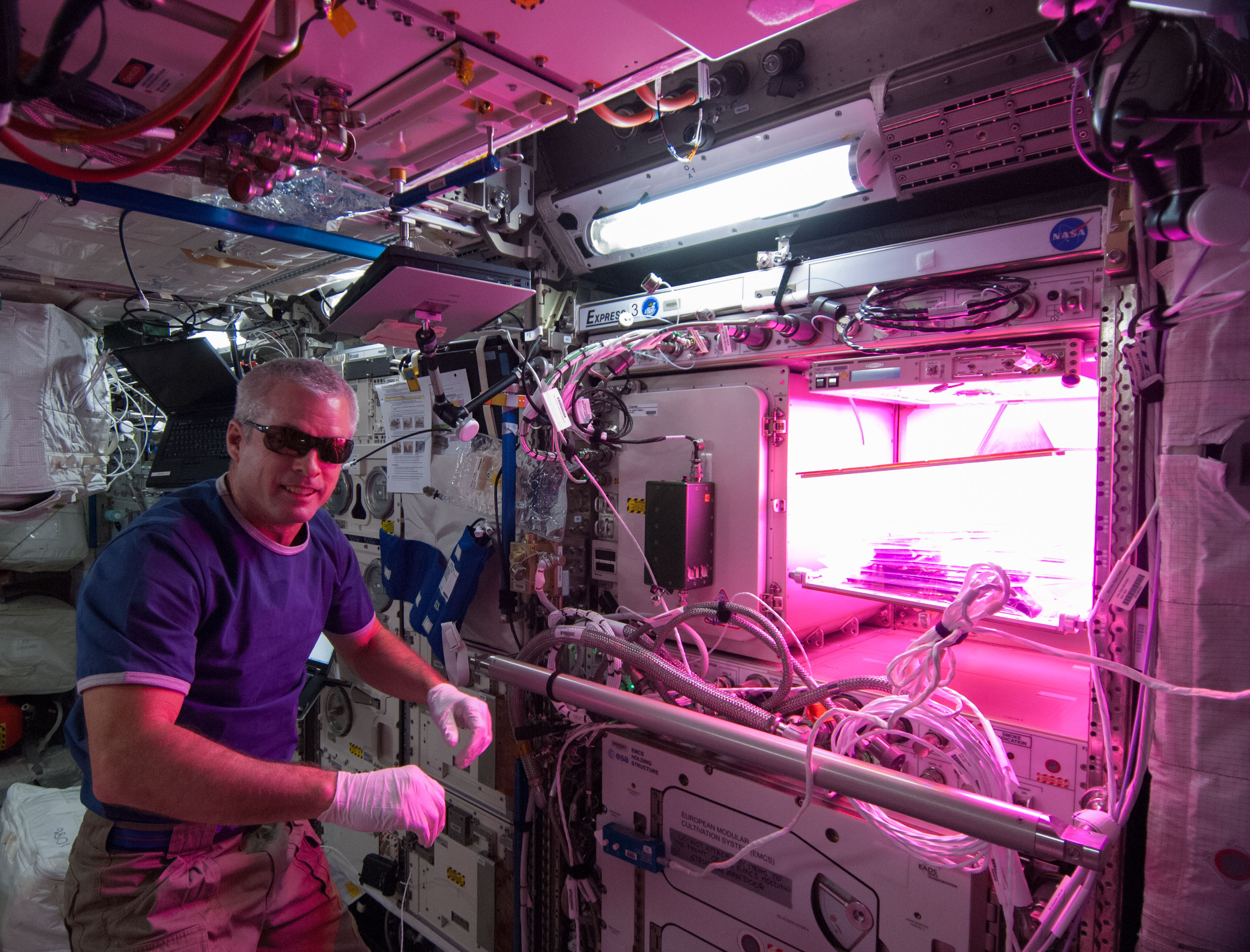
El astronauta Steve Swanson revisando el proyecto Veggie.
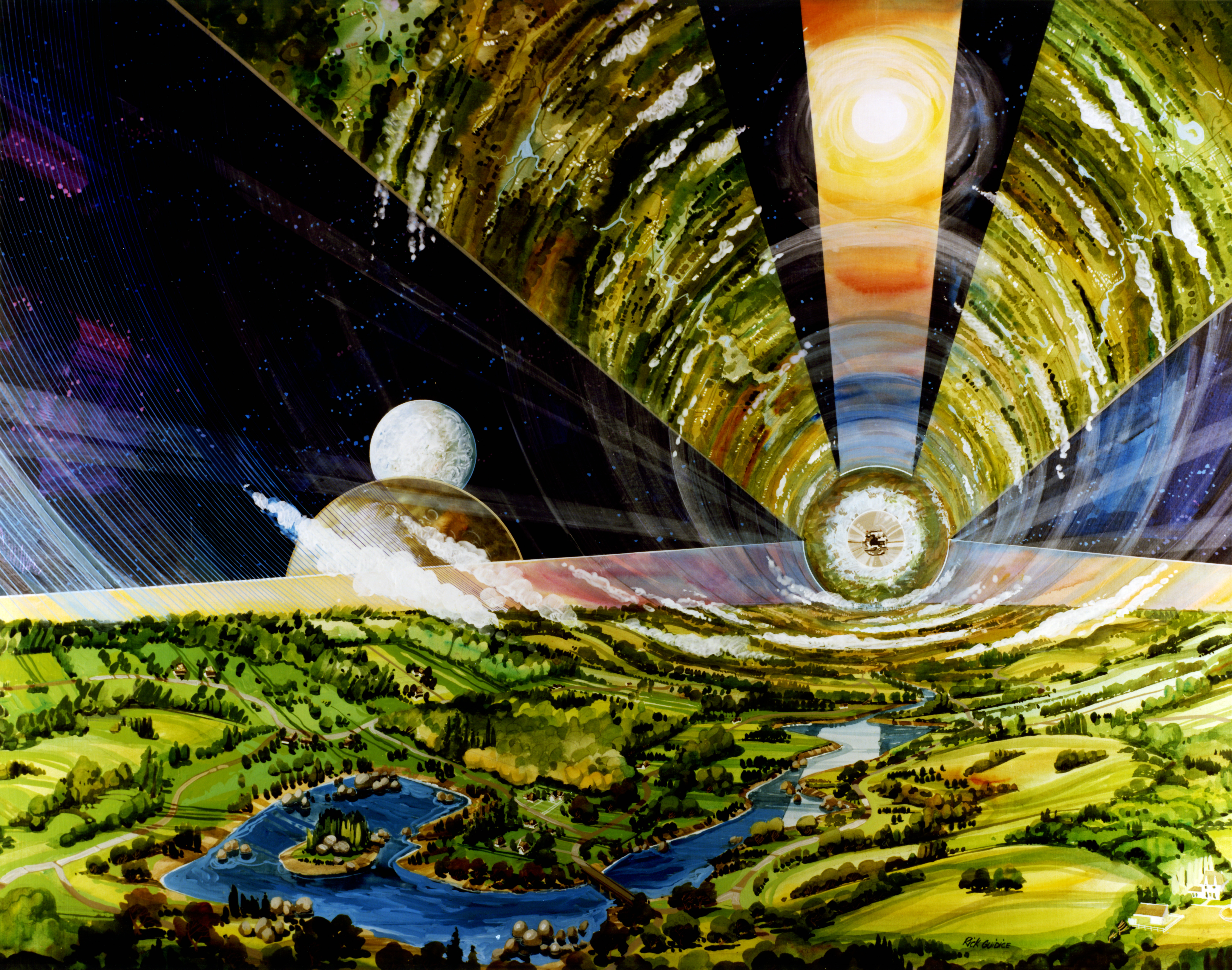
Vista interior del hipotético Cilindro de O'Neill, que muestra franjas alternadas de la terreno y ventanas.